# Epizoda
Epizoda, také díl je samostatný vedlejší děj nebo příběh, vložený do děje nebo příběhu hlavního. Tento hlavní příběh může mít podobu např. románu, eposu nebo dramatu. Epizoda může mít nebo také nemusí mít žádný vztah k ději hlavnímu. 
Epizoda může být i část dramatického díla např. televizního seriálu, rozhlasového pořadu či jiného audiovizuálního díla. Epizoda je jedna z částí daného uměleckého díla, podobně jako je kapitola částí knihy.

## Přenesený význam slova
V přeneseném významu slova může být označením pro jakoukoliv jasně ohraničenou dílčí část nějakého rozsáhlejšího děje, a to i v běžném životě. Použití vždy záleží na kontextu sdělení.